# Arundinella pradeepiana
Espèce
Arundinella pradeepiana est une espèce de plantes monocotylédones de la famille des Poaceae, originaire de l'Inde,.